# Меньшов Олександр Володимирович
Олекса́ндр Володи́мирович Меньшо́в — український письменник, активіст, волонтер національної скаутської організації «Пласт» та військовослужбовець.

## Біографія
Народився 13 березня 1977 року в м. Херсон. З 1984 по 1992 роки навчався в неповній середній школі № 25 (м. Херсон). У 1994 році закінчив загальноосвітню школу I—III ступенів № 53 (м. Херсон).
У 1998 році закінчив Херсонський індустріальний інститут з професійним спрямуванням — інженерна механіка. У 1999 році здобув повну вищу освіту за спеціальністю «Технологія машинобудування» у Херсонському державному технічному університеті.
Одразу після закінчення навчання, прийнятий в АТ «Херсонські комбайни» інженером-технологом, де пропрацював 3 роки (до жовтня 2002 р.).
2003—2016 роки працював на посаді агента комерційного відділу в ТОВ «Южспецгідрокомплект». З жовтня 2016 року і до повномасштабного вторгнення працював продавцем-консультантом із продажу електротоварів.
Майже шість місяців Олександр разом із родиною прожив в окупованому Херсоні. Після того, як їм вдалося виїхати до Вінниці, чоловік долучився до лав ЗСУ. Військового досвіду в нього не було, але хотів захищати рідну землю. Спочатку пройшов військову підготовку в Україні, потім — у Німеччині. Мав наміри воювати на Півдні, проте, опинився на Східному фронті. Молодший сержант 22-ї окремої механізованої бригади Олександр Меньшов боронив Україну на Донецькому напрямку.
17 листопада 2023 року, під час виконання бойового завдання, загинув на Бахмутському напрямку поблизу села Кліщіївка. Поховали на Алеї Слави Сабарівського кладовища у Вінниці.

## Творчість
До повномасштабного вторгнення Олександр Меньшов писав книги у жанрі детектив та альтернативна історія.
Також він долучався до роботи національної скаутської організації «Пласт», вів історичну колонку на сторінці «Пласт Херсон» у соціальних мережах.
2017 рік — конкурс «Літературна нація Дніпра» з уривками повісті про альтернативну історію незалежної України «Верифікація вічності», став одним із фіналістів у жанрі «Проза».
Травень 2019 рік — дебют на IX Міжнародному фестивалі «Книжковий Арсенал» з романом «Третя терція», події якого відбуваються в «умовній Українській народній республіці» зразка 1929 року. Роман увійшов до короткого списку літературного конкурсу «КМ-Букс».
2020 рік — твір «Репринти незакінчених чернеток» — шпигунський детектив про протистояння сил Головного управління імперської безпеки Третього рейху та підпільної мережі Організації українських націоналістів, яка діяла в окупованому Херсоні восени 1941 року.
2021 рік — за оповідання «Принцип тригера» Олександр Меньшов отримав Всеукраїнську літературну премію ім. Ігоря Федорова.
2022 рік — філософська повість у стилі фентезі «Formicarium».
2023 рік — щоденник «Я, Фокс та окупація» про життя в окупованому Херсоні. Півроку Олександр занотовував особисті думки, історичні факти, розповіді рідних та знайомих, плани і сумніви, смуток і радощі, ставлення різних людей до окупантів, екскурси в минуле міста, проза і поезія. Новину, що книга вже вийшла, Олександр так і не встиг дізнатися.

## Сім'я
З 2003 року у шлюбі, є двоє дітей: син Владислав (28.04.2006), донька Поліна (12.02.2009).

## Пам'ять
З 2024 року ім'я Олександра Меньшова носить Херсонський Український культурний центр ім. О. Меньшова